# Sallent
Sallent de Llobregat là một đô thị trong comarca Bages, tỉnh Barcelona, Catalonia, Tây Ban Nha.

Vị trí của Sallent trong Bages

## Biến động dân số
| 1900  | 1930  | 1960  | 1990  | 2007  |
| ----- | ----- | ----- | ----- | ----- |
| 4.602 | 5.434 | 9.227 | 7.785 | 7.083 |